# Сентервіль (Айова)
Сентервіль (англ. Centerville) — місто (англ. city) в США, в окрузі Аппанус штату Айова, окружний центр. Населення — 5412 особи (2020). На початку XX століття Сентервіль стало швидко зростаючим містом, завдяки підприємствам з видобутку вугілля, що вабили багатьох іммігрантів з Європи. На сьогоднішній день місто залишається місцем проживання багатьох американців шведського, італійського, хорватського та албанського походження та інших нащадків іммігрантів, що працювали на вугільних шахтах.

## Географія
Сентервіль розташований за координатами 40°43′42″ пн. ш. 92°52′17″ зх. д. / 40.72833° пн. ш. 92.87139° зх. д. (40.728381, -92.871391).  За даними Бюро перепису населення США в 2010 році місто мало площу 12,68 км², з яких 12,60 км² — суходіл та 0,08 км² — водойми.

## Демографія
Згідно з переписом 2010 року, у місті мешкало 5528 осіб у 2491 домогосподарстві у складі 1411 родини. Густота населення становила 436 осіб/км².  Було 2838 помешкань (224/км²).
Расовий склад населення:
| - 96,5 % — білих - 0,9 % — чорних або афроамериканців - 0,4 % — корінних американців - 0,3 % — азіатів |

До двох чи більше рас належало 1,5 %. Частка іспаномовних становила 1,9 % від усіх жителів.
За віковим діапазоном населення розподілялося таким чином: 22,6 % — особи молодші 18 років, 57,2 % — особи у віці 18—64 років, 20,2 % — особи у віці 65 років та старші. Медіана віку мешканця становила 41,8 року. На 100 осіб жіночої статі у місті припадало 87,4 чоловіків;  на 100 жінок у віці від 18 років та старших — 81,6 чоловіків також старших 18 років.
Середній дохід на одне домашнє господарство  становив 45 935 доларів США (медіана — 31 270), а середній дохід на одну сім'ю — 65 053 долари (медіана — 53 472). Медіана доходів становила 36 939 доларів для чоловіків та 25 462 долари для жінок. За межею бідності перебувало 17,6 % осіб, у тому числі 21,1 % дітей у віці до 18 років та 14,9 % осіб у віці 65 років та старших.
Цивільне працевлаштоване населення становило 2441 осіб. Основні галузі зайнятості: виробництво — 23,2 %, роздрібна торгівля — 18,7 %, освіта, охорона здоров'я та соціальна допомога — 17,5 %.